# Distrito de Metz
El distrito de Metz (en francés arrondissement de Metz) es una división administrativa francesa, situada en el departamento de Mosela, de la región de Gran Este, creado a partir de la unión de los antiguos distritos de Metz-Campiña y Metz-Villa.

## División territorial

### Cantones
Hasta 2015:
Los cantones del distrito de Metz desde su creación en enero de 2015 hasta marzo de 2015 eran:
1. Ars-sur-Moselle
2. Maizières-lès-Metz
3. Marange-Silvange
4. Metz-Villa-1
5. Metz-Villa-2
6. Metz-Villa-3
7. Metz-Villa-4
8. Montigny-lès-Metz
9. Pange
10. Rombas
11. Verny
12. Vigy
13. Woippy

Actualmente: 
1. Faulquemont (que abarca parte de los distritos de Metz y Forbach-Boulay-Moselle)
2. Cuenca de Mosela
3. Laderas de Mosela
4. Le Saulnois (que abarca parte de los distritos de Metz y Sarrebourg-Château-Salins)
5. Metz-1
6. Metz-2
7. Metz-3
8. Montigny-lès-Metz
9. País de Messin
10. Rombas

## Historia
El gobierno francés decidió en su decreto ministerial n.º 2014-1721, de 29 de diciembre de 2014, suprimir los distritos de Boulay-Moselle, Château-Salins, Metz-Campiña y Thionville-Oeste, y sumarlos a los distritos de Forbach, Sarrebourg, Metz-Villa y Thionville-Este respectivamente, a fecha efectiva de 1 de enero de 2015, excepto el caso de los distritos de Château-Salins y Sarrebourg que lo fueron a fecha efectiva de 1 de enero de 2016.